# Franken Brunnen
Die Franken Brunnen GmbH & Co. KG ist ein Mineralwasserunternehmen mit Sitz in Neustadt an der Aisch in Bayern. 2017 kam das Unternehmen auf ein Abfüllvolumen von 594 Mio. Litern.

## Geschichte

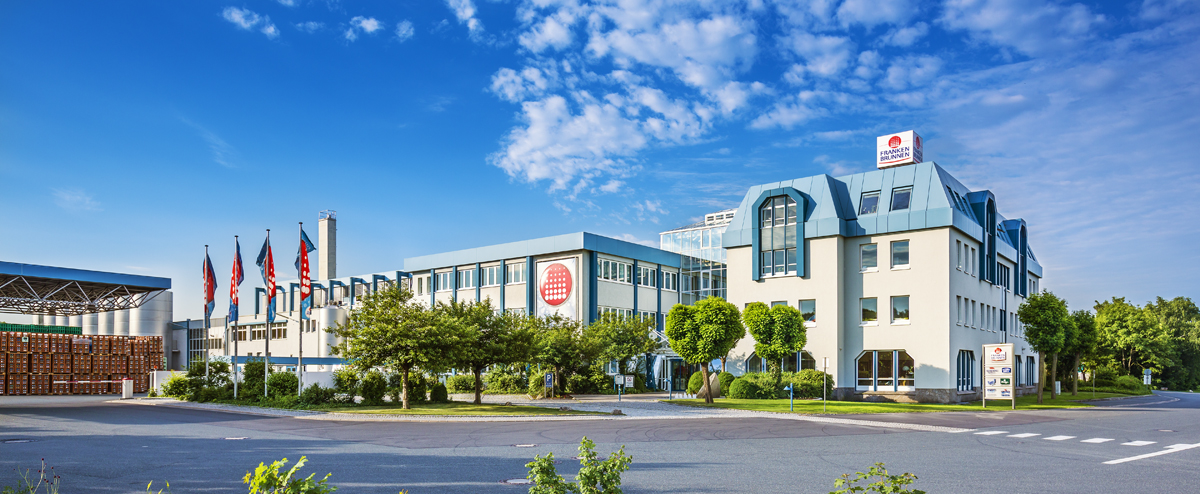
Firmengebäude in Neustadt

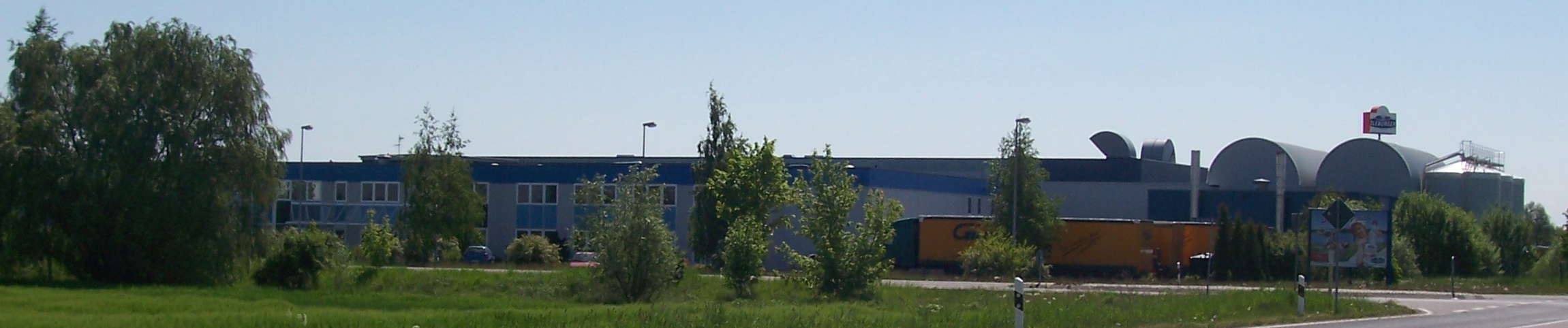
Produktionsstandort in Eilenburg

1932 begann die Familie Hufnagel mit der Abfüllung von Mineralwasser in Neustadt an der Aisch und vertrieb dieses im regionalen Raum. Wegen gestiegener Nachfrage wurde neben dem Hauptsitz im selben Landkreis 1967 ein weiterer Betrieb in Bad Windsheim gegründet.
Seit 1988 wird im neuen Werk in Bad Kissingen das Wasser der Theresienquelle abgefüllt. Franken Brunnen übernahm außerdem die exklusive Abfüllung und Vermarktung der Kräuterlimonade Almdudler für Süddeutschland von 1990 bis 2009. Seit 2016 füllt Franken Brunnen die 0,35 l-Almdudler-Glasflasche ab und vertreibt sie in Deutschland.
1991 eröffnete das Unternehmen eine weitere Produktionsstätte im sächsischen Eilenburg, die Sachsenquelle GmbH, und vertreibt von dort die Marke Ileburger Sachsen Quelle.
Die Produktion stieg bis 1975 auf eine Abfüllungsmenge von einer Million Flaschen an. Das Absatzgebiet wurde von der näheren Umgebung auf ganz Bayern ausgedehnt. Auch die Billigmarken Basinus der 100%igen Franken Brunnen-Tochter GHL Noris GmbH, Bonaris Quelle (Neustadt/Aisch), Sinus Quelle (Eilenburg) und Krönungs Quelle (Bad Windsheim), sowie die gleichnamigen Erfrischungsgetränke und weiterhin die Marke Cascada, gehören zum Portfolio des Unternehmens.

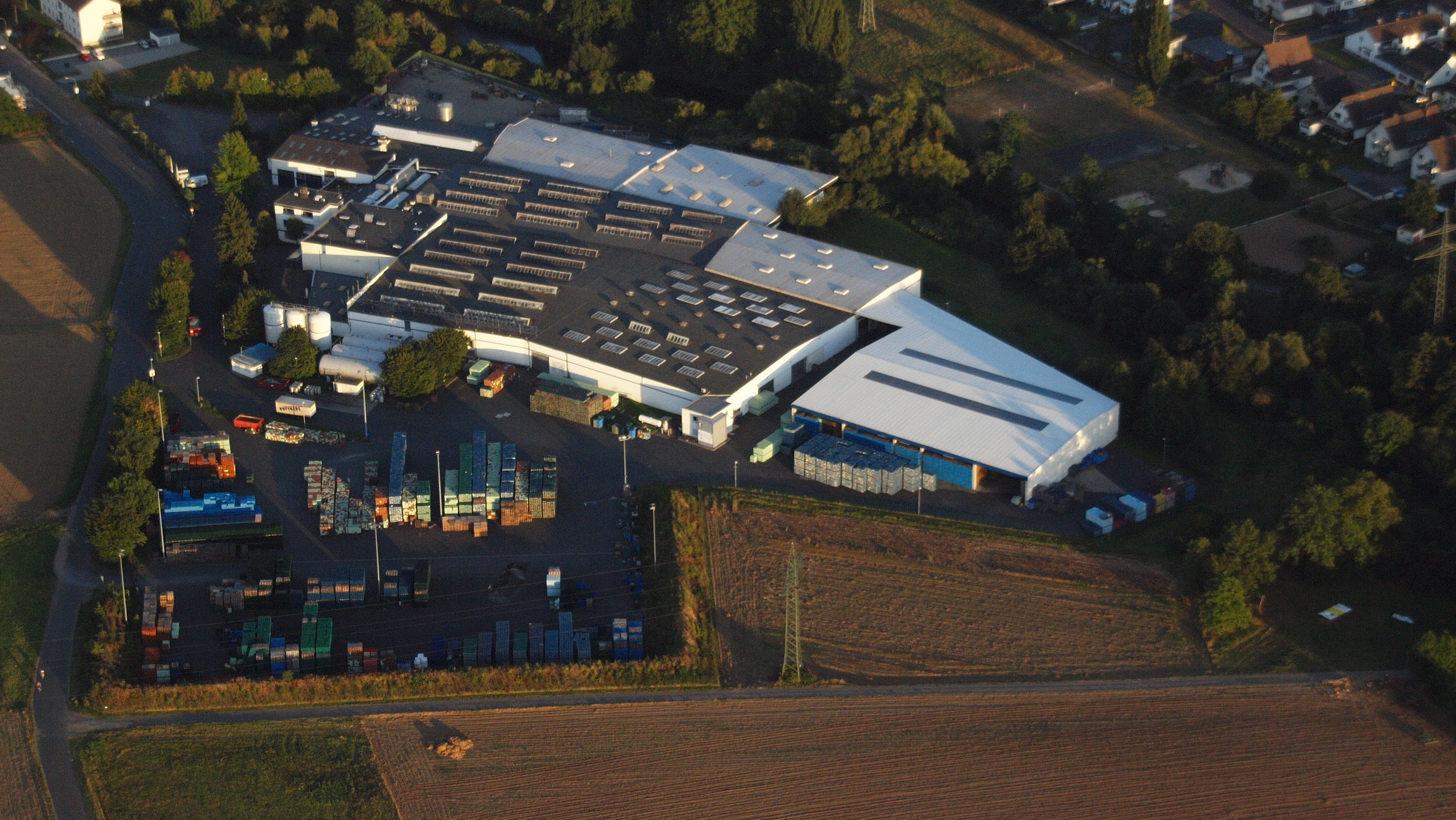
Sinziger Mineralbrunnen GmbH

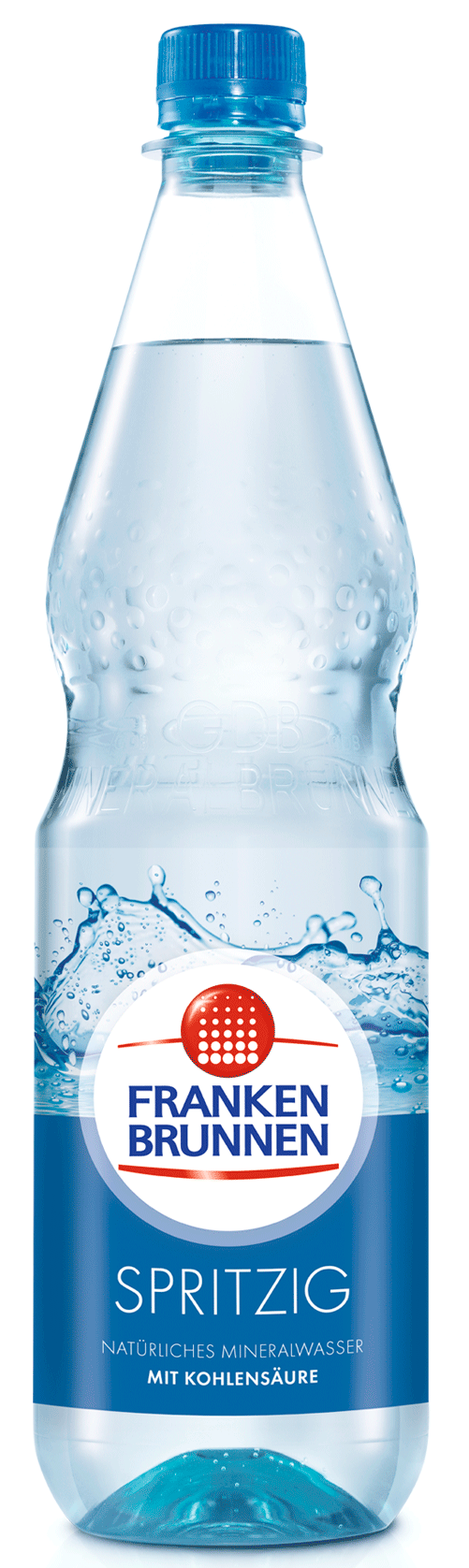
Aktuelle Abfüllung in der PET-Flasche

## Zentrale Marken und Erweiterungen
- Franken Brunnen (Mineralwasser und andere Getränke)
- Ileburger Sachsen Quelle (Mineralwasser und andere Getränke)
- Limit (Limonade)
- Mabella (Limonade)
- Bad Kissinger (Mineralwasser)
- fruit2go (Limonade)
- Residenz Quelle (Mineralwasser)
- Tee-Olé (Früchtetee)
- St. Anna Heilwasser
- Almdudler (Abfüllung und Vertrieb 0,35 l-Glasflasche)
- Anfang der 1990er Jahre übernahm Franken Brunnen das Getränkewerk Köhler in Eilenburg und etablierte die Marke Ileburger
- 1991 Übernahme des Ungarischen Mineralbrunnen APENTA Kft. (Verkauf 2008)
- 1996 Übernahme der Residenz Quelle in Bad Windsheim mit der gleichnamigen Mineralwassermarke
- 2003 Einstieg bei der OberSelters Mineralbrunnen Vertriebs-GmbH
- 2004 Einstieg mit mehr als 25 % bei der Allgäuer Alpenwasser AG im Rahmen einer Kapitalerhöhung[3]
- 2005 Übernahme der Sinziger Mineralbrunnen GmbH, Sinzig mit dem gleichnamigen Mineralwasser Sinziger und der Limonadenmarke Gerri[4]
- 2007 Die Franken Brunnen GmbH & Co. KG wird neuer Gesellschafter bei Romina in Reutlingen
- 2008 Erweiterung des Angebots um die Marke Kneipp Quelle
- 2011 Erwerb von mehr als 95 % bei der Allgäuer Alpenwasser AG und Squeeze-out der Minderheitsaktionäre zu 1 EUR je Aktie. Der Standort in Oberstaufen wurde zum 31. Dezember 2014 verkauft und wird als Allgäuer Alpenwasser GmbH unter einem neuen Eigentümer weitergeführt.

Franken Brunnen ist Hauptanteilseigner der OberSelters Mineralbrunnen Vertriebs GmbH, welche auch der Stadt Bad Camberg gehört.

## Sonstiges
Franken Brunnen sponsert unter anderem die Fußballvereine 1. FC Nürnberg, Würzburger Kickers und SpVgg Greuther Fürth sowie die Triathlon-Veranstaltung Challenge Roth.